# Alexander den stores grav

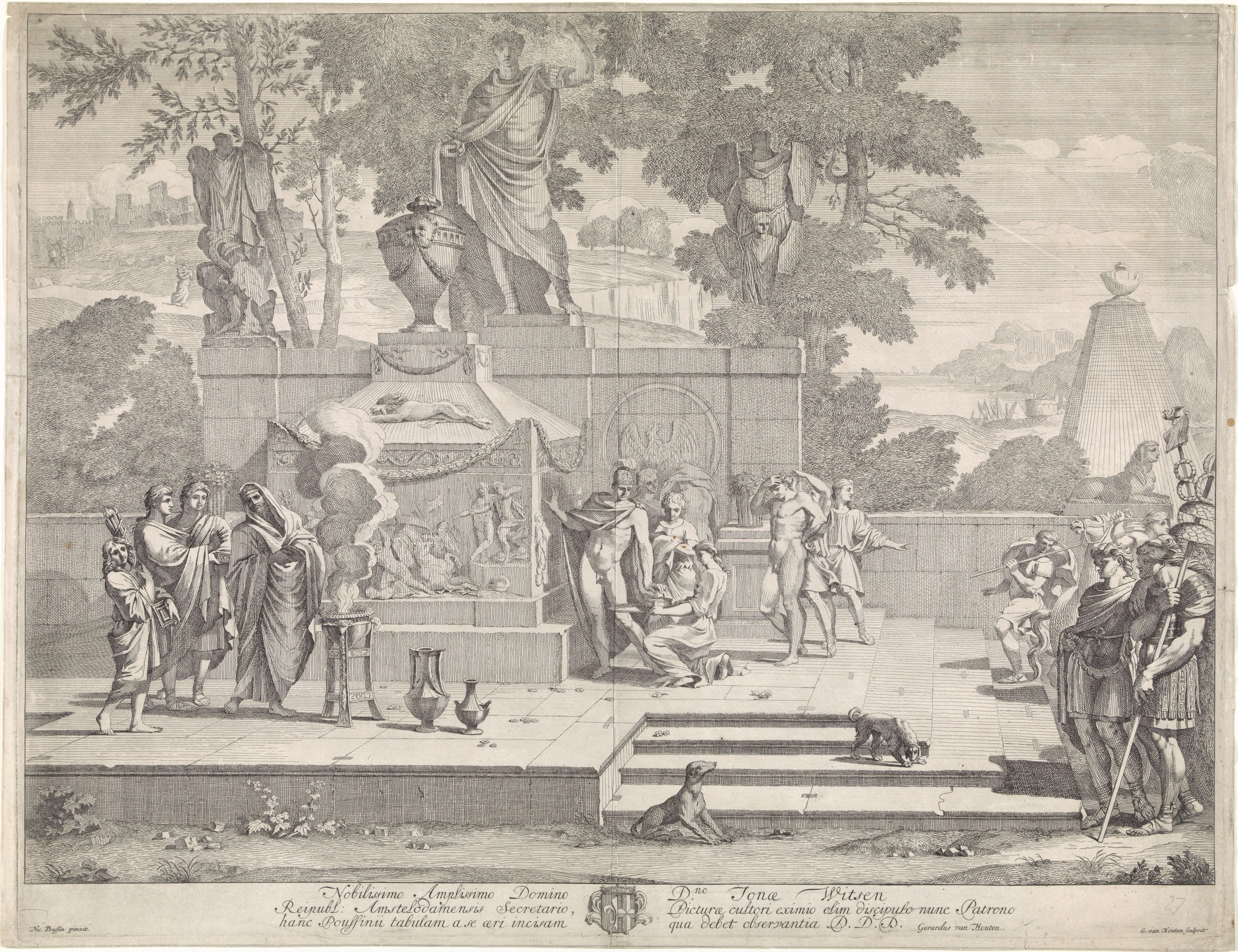
Teckning från 1888 över gravmonumentet

Alexander den stores grav  var belägen i Alexandria, i ett mausoleum i stadens centrum.  Graven var ett viktigt vallfartscentrum under många århundraden. Bland annat besökte flera romerska kejsare graven. Under det oroliga 300-talet nämns graven inte mer i källorna och har inte kunnat återfinnas.

## Efter Alexanders död
Alexander den store dog i Babylon den 10 juni 323 f.Kr. vid 32 års ålder. Egyptiska och babyloniska balsameringsexperter påbörjade arbetet med att balsamera den döde kungen. Det är inte känt var Alexander skulle begravas. Inga samtida källor berättar något om den saken. Enligt den grekiske historikern Diodorus Siculus (cirka 90 f.Kr.–30 f.Kr.) skulle han begravas i Siwa, där han tidigare mött Amons orakel. Modern forskning har dock gjort troligt att han skulle begravas på de makedonska kungarnas traditionella begravningsort Aigai.
Alexanders generaler slogs om att efterträda honom och Alexanders kropp var en möjlighet att skaffa sig mer prestige som kungens efterträdare. Diodoros skriver att generalen Perdikkas skickade kroppen i en praktfull begravningsvagn. General Ptolemaios, som behärskade Egypten, skickade en truppstyrka som anföll begravningsprocessionen och rövade bort liket. Alexander begravdes i den gamla egyptiska huvudstaden Memfis.

## Mausoleum i Alexandria
Alexanders mumie flyttades senare till Alexandria, antingen av Ptolemaios I eller hans son Ptolemaios II Filadelfos. Ptolemaios IV lät uppföra ett mausoleum för Alexander och de ptolemeiska kungarna. Det hade namnet Zoma (även Sema eller Soma, vilket betyder grav respektive kropp på grekiska) och skall ha varit placerat där Alexandrias två största gator, Kanoposgatan och Somagatan, korsade varandra. Stadsdelen kallades också Soma. Ptolemeerna utnyttjade graven för att säkra sitt välde. Ptolemaios I förklarades som gud efter sin död och dyrkades tillsammans med Alexander.
Alexanders sarkofag ska ha varit av alabaster och överdragen med guld. Den ersattes dock av en kista av glas av Ptolemaios IX. Guldet smältes ner för att prägla mynt under en svår ekonomisk kris för riket.
Till gravkomplexet vallfärdade under antiken vanliga medborgare, utlänningar, furstar och kungar för att visa sin vördnad för Alexander. Julius Caesar som beundrade Alexander kom dit, liksom Octavianus. Den siste kejsaren som besökte graven var Caracalla år 215.
Troligen förstördes mausoleet under uppror i Alexandria efter år 270 under kejsar Aurelianus eller i samband med kristna oroligheter under 300-talet. Därefter är gravens öde okänt. Kyrkofäderna på 300-talet skriver inget om var graven finns. Senare arabiska krönikörer som Ibn Abdel Hakam (871), Al-Massoudi (944) och Leo Afrikanen (1500-talet) rapporterar att de har sett Alexanders grav, men berättar inte exakt var.

## Sökandet efter graven
Egyptiska arkeologiska myndigheter känner till åtminstone 140 försök att finna graven. Sedan 1960 har polska arkeologer grävt i centrala Alexandria. Där har också skett utgrävningar i Nebi Daniel-moskén där graven enligt arabisk tradition ska ligga. Inget har dock gett resultat.
Åtskilliga har dock trott sig återupptäckta graven. Rapporter om återupptäckta Alexandergravar finns exempelvis i Siwa i Egypten, Uzbekistan, Pakistan, och i en grotta i Illinois i USA.